# Volatile Corrosion Inhibitor
Ein Volatile Corrosion Inhibitor (VCI) (flüchtiger Korrosions-Verhinderer) wird als temporäres Korrosionsschutzmittel für metallische Werkstoffe eingesetzt. Wirksam ist die langsam verdunstende oder sublimierende Substanz in der Dampfphase oder nach der Kondensation auf dem Werkstoff.
VCI-Materialien entfalten ihre Wirkung an der Metalloberfläche, an der sie adsorbiert werden und eine Schutzschicht gegen die Einwirkungen von Sauerstoff und/oder Wasser ausbilden. Sie zeichnen sich durch einen hohen Dampfdruck bei relativ niedrigen Temperaturen aus. Es handelt sich dabei z. B. um Salze (Amine, Nitrite), die in Papier (Korrosionsschutzpapier) oder Trägerfolien eingebracht werden, aus denen sie dann allmählich ausgasen. Wird das zu schützende Werkstück von dieser Verpackung umschlossen, stellt sich eine mit dem Inhibitor gesättigte Atmosphäre ein. Nach dem Entpacken des Werkstückes verflüchtigt sich der Inhibitor ohne Rückstände. Darin liegt auch der wesentliche Vorteil gegenüber Schutzschichten aus Ölen oder Wachsen, die aufwändig entfernt werden müssen.
Gebräuchliche Inhibitoren sind
- für Kupfer → Benzotriazol bzw. Tolyltriazol (schwächere Wirkung auch auf Zink)[1]
- für Eisen und Stahl → Harnstoff-Natriumnitrit-Verbindungen,[2] Dicyclohexylammoniumnitrit sowie Dicyclohexylammoniumcarbonat[1]